# ميراو (ربة)
میراو (بالإنجليزية: Merau)‏ في الأساطير البولينيزية هي ربة الموت والعالم السفلى البولينيزية.